# Scleromystax salmacis
Scleromystax salmacis es una especie de pez de la familia Callichthyidae en el orden de los Siluriformes.

## Hábitat
Es un pez de agua dulce y de clima subtropical.

## Distribución geográfica
Se encuentran en Sudamérica: Brasil.